# Roženica
Roženica is een plaats in de gemeente Pokupsko in de Kroatische provincie Zagreb. De plaats telt 314 inwoners (2001).